# Oberfeulen
Oberfeulen (Luxemburgs: Uewerfelen) is een plaats in de gemeente Feulen en het kanton Diekirch in Luxemburg.
Oberfeulen telt 275 inwoners (2001).
Feulenerhecken · Hirtzhof · Hubertushof · Niederfeulen · Oberfeulen

Luxemburgse gemeenten · Kanton Diekirch · Luxemburg